# GEBUS

Logo der Firma GEBUS

Beim GEBUS-System (auch als GEBUS-Prinzip, System GEBUS oder schlicht als GEBUS bzw. Gebus bezeichnet) handelt es sich um ein benzin- bzw. diesel-elektrisches Antriebssystem für Schienenfahrzeuge. Es wurde vom österreichischen Ingenieur Moriz Gelinek entwickelt und trug maßgeblich zur Verbreitung der elektrischen Kraftübertragung bei. Die dazugehörige, mit der Vermarktung der Patente beschäftigte und in kleinen Stückzahlen auch selbst Schienenfahrzeuge herstellende Firma GEBUS-Lokomotiven Konstruktions- und Vertriebsgesellschaft trug ebenfalls diesen Namen.
Der Name „GEBUS“ leitet sich von den Initialen der Firmengründer Moriz Gelinek, Franz Buchleitner und Adolf Strizek beziehungsweise dem ursprünglichen Firmenstandort Salzburg her.

## Das GEBUS-Prinzip

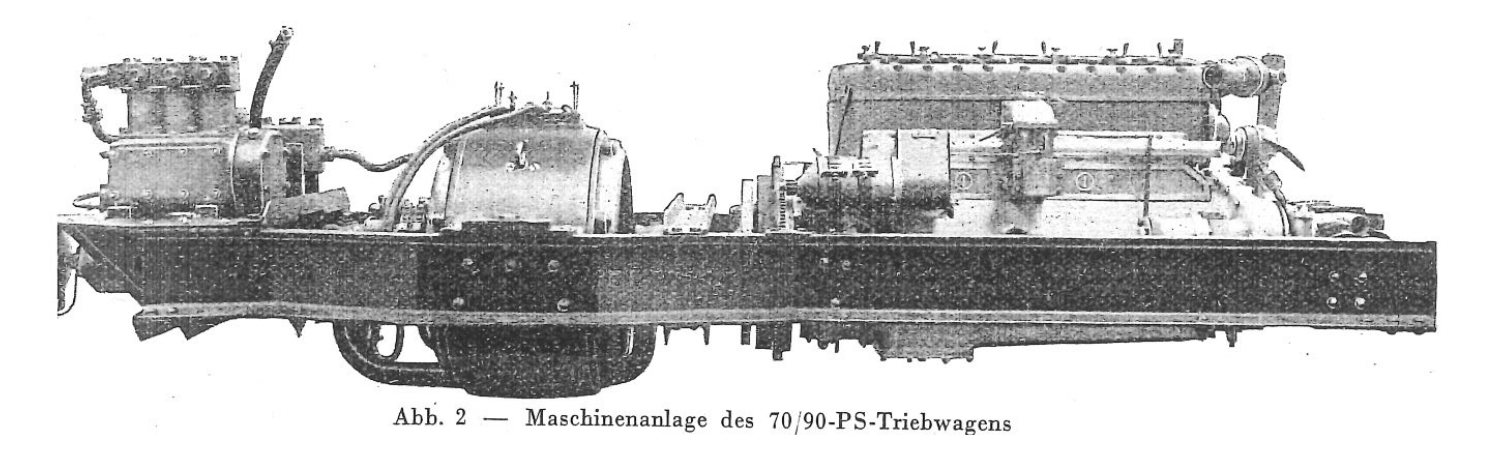
Maschinenanlage des Triebwagens M 132.0 mit Gräf & Stift - Benzinmotor

Kernstück dieser Art der Kraftübertragung ist der sogenannte Gebus-Generator, eine Nebenschlussmaschine mit spezieller Wicklung. Der elektrische Generator ist magnetisch schwach gesättigt, zusätzlich besitzt er eine schwache Hilfsverbund-Erregung. Diese Charakteristik bedingt ein sehr „weiches“ Maschinenverhalten, d. h. relativ kleine Drehzahländerungen am Verbrennungsmotor entsprechen relativ großen Spannungsänderungen des Generators. Dadurch ist eine gleichmäßige Leistungsausnützung möglich, die elektrische Spannung – und damit die Geschwindigkeit des Fahrzeuges – passt sich automatisch der erforderlichen Stromstärke, d. h. der notwendigen Zugkraft, an.

Skizze des GEBUS-Prinzips aus einer tschechischen Quelle

Dank dieser Eigenheiten erfolgt die Geschwindigkeitsregelung des Fahrzeuges bis hin zur Stillsetzung rein durch die Drehzahländerung des Verbrennungsmotors mittels der Einspritzpumpe (ugs. als „Gas geben“ bezeichnet). Das bedeutet, der Generator ist so ausgelegt, dass sich das Fahrzeug erst nach Überschreiten der Leerlaufdrehzahl in Bewegung setzt. Im Gegensatz zu anderen Systemen war hier eine stufenlose Regelung der Motordrehzahl (und damit der Geschwindigkeit) möglich.
Das System GEBUS zeichnete sich durch eine einfache und betriebssichere Konstruktion aus und fand deshalb in der Frühzeit des Verbrennungsmotorantriebes rasch größere Verbreitung. Anfänglich dienten Benzinmotoren als Antriebsquelle, ab den 1930er Jahren kamen die zunehmend stärker und robuster sowie kompakter werdenden Dieselmotoren zur Anwendung. Die anfänglich propagierte stufenlose Regelung der Verbrennungsmotor-Drehzahl wich jedoch in den frühen 1930er Jahren fix eingestellten Drehzahlstufen und somit abgestuften Generatorspannungen.

## Geschichte und Verbreitung

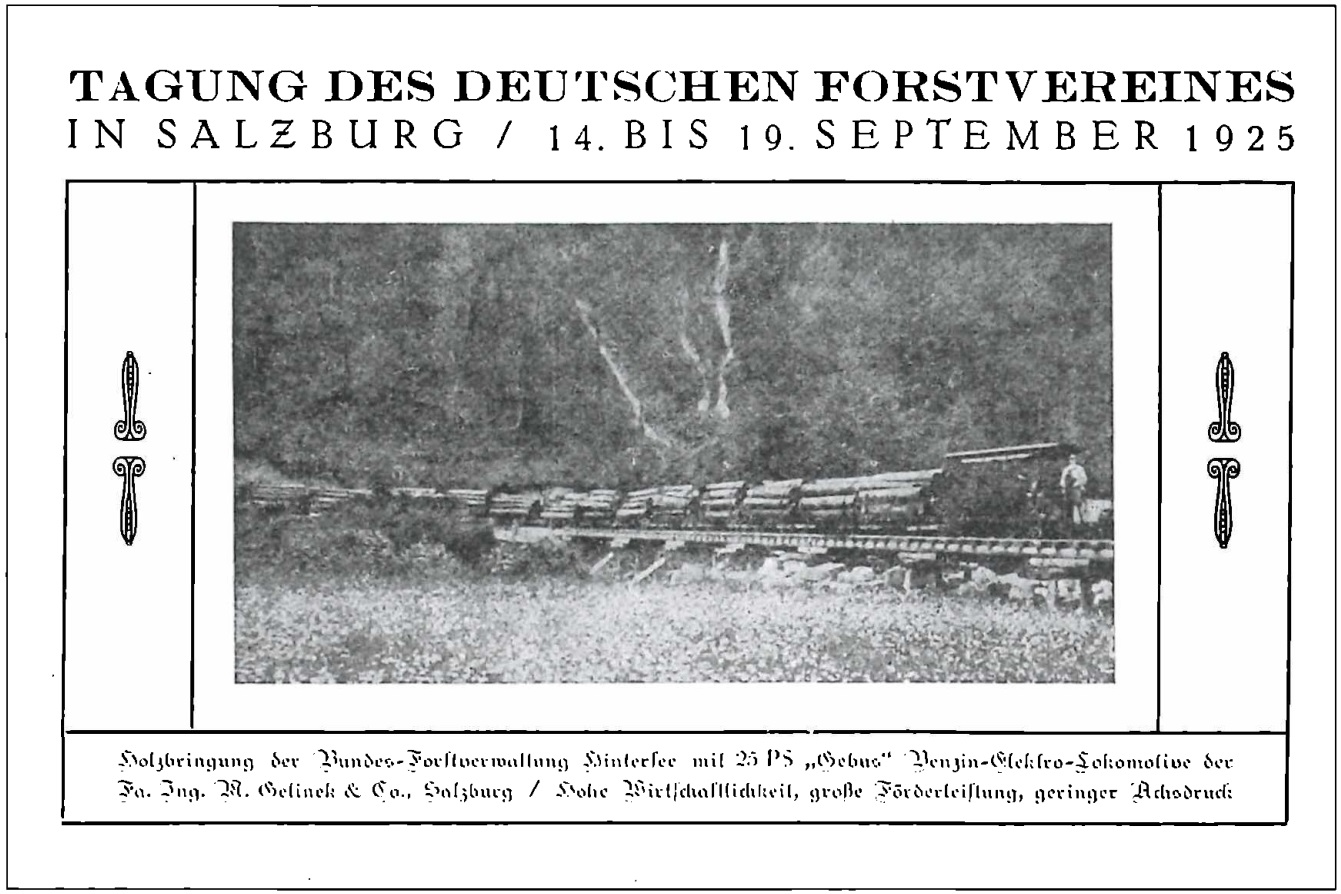
Werbeanzeige mit Waldbahn-Lok der Bundesforstverwaltung Hintersee (1925)

Moriz Gelinek sammelte seine Erfahrungen mit benzin-elektrisch angetriebenen Feldbahnfahrzeugen während des Ersten Weltkrieges, als er an der Isonzofront, in den Karpaten sowie in Albanien bei den sogenannten Benzin-Elektrofeldbahnen stationiert und mit der Planung und dem Bau schienengebundener Transportmittel für Kriegszwecke beauftragt war. Er baute seine nach Kriegsende entstandene Entwicklung auf diesen von Ferdinand Porsche und den Austro-Daimler-Werken ersonnenen Konstruktionen auf und meldete sie 1924 zum Patent an.
Anfänglich wurde es ausschließlich von Gelinek bzw. seiner 1923 gegründeten Firma GEBUS selbst zur Anwendung gebracht, erst nach der Erteilung der Patente im Jahre 1926 wurden auch Lizenzen an andere Hersteller vergeben. Wurden zunächst nur Feldbahnen und Schmalspurfahrzeuge mit diesem Antriebssystem ausgerüstet, kam es ab 1925 auch bei normalspurigen Rangierlokomotiven und in Folge kleineren Triebwagen zur Anwendung. 1927 wurde mit dem SKGLB TCa 672 das erste Fahrzeug in Bosnischer Spurweite mit dem GEBUS-Prinzip ausgerüstet, das im selben Jahr gebaute Einzelstück BBÖ 2021/s wurde später die erste Lokomotive mit Verbrennungsmotor der Österreichischen Bundesbahnen.
1928 waren bereits rund 80 Fahrzeuge nach dem System GEBUS im Einsatz. Im selben Jahr trat mit Otto Judtmann ein kongenialer Partner in die Firma ein, die im August 1928 als Ing. M. Gelinek & Ing. O. Judtmann Gebus-Lokomotiven-Konstruktions- und Vertriebsgesellschaft ins Handelsregister eingetragen wurde. Judtmann trat in der Folge als Autor vieler Artikel in Fachzeitschriften auf.
Im Jahre 1929 konnten die Fahrzeuge der mit Gleichstrom betriebenen Montafonerbahn dank GEBUS-Aggregaten in den mit Wechselspannung versorgten Bahnhof Bludenz der Arlbergbahn einfahren. 1931 waren die GEBUS-Patente bereits in 13 europäischen Staaten und den USA geschützt.
Der Erfolg des nach dem System GEBUS angetriebenen Schnelltriebwagens Fliegender Hamburger im Jahr 1933 mit einer Höchstgeschwindigkeit von 160 km/h sorgte für eine Verbreitung dieses Antriebsprinzips in ganz Europa, etwa bei Bahnverwaltungen in Tschechien, den Niederlanden, Belgien oder Bulgarien. Während die meisten Bahnverwaltungen das System als Antrieb für Schnelltriebwagen verwendeten, nützten die Tschechoslowakischen Staatsbahnen das Gebus-Prinzip auch für Nebenbahn-Triebwagen wie etwa die Reihen ČSD-Baureihe M 132.0, M 122.0, M 131.0 oder den auf Hauptbahnen eingesetzten vierachsigen M 231.0. Das Reichsbahn-Zentralamt München entwickelte die Steuerung zur RZM-Steuerung weiter, die u. a. bei den „Fliegenden Zügen“ der Bauarten Hamburg, Leipzig und Köln zum Einsatz kam.
Die Österreichischen Bundesbahnen BBÖ nützten das System GEBUS neben normalspurigen Motorturmwagen vor allem bei den Schmalspurlokomotiven der Reihen 2190 und 2091 sowie bei den ab 1934 gebauten und 110 km/h schnellen Triebwagen VT 42. Diese wurden von der Simmeringer Waggon- und Maschinenfabrik gebaut, welche neben Fahrzeugen in Normal- und Schmalspur auch „Simmeringer Benzin-Elektrische Lokomotiven System ‚Gebus‘ für Feld- und Industriebahnen, Gruben und Baustellen“ erzeugte.
Nach dem Zweiten Weltkrieg wurde das GEBUS-Prinzip von der aufkommenden Leistungselektronik bzw. anderen ebenso einfach und sicher arbeitenden Schaltungen abgelöst. Lokomotiven nach diesem Antriebsprinzip wurden zumindest von GEBUS selbst bis in die 1950er Jahre gebaut, die letzten aufgrund des Konkurses der Firma GEBUS-Lokomotiven im Jahre 1962. Aufgrund des einfachen Aufbaues und der daraus resultierenden einfachen Wartung existieren heute noch einige historische Fahrzeuge mit GEBUS-Antrieb.
Hersteller von Fahrzeugen mit GEBUS-Antrieb waren neben GEBUS selbst u. a. die Wiener Lokomotivfabrik Floridsdorf, die WUMAG in Görlitz, die Simmeringer Waggon- und Maschinenfabrik und die Waggonfabrik Stauding. Erzeuger von Motoren waren u. a. Gräf & Stift, Tatra oder Maybach, die elektrischen Komponenten lieferten ELIN und Siemens-Schuckert.

## Die GEBUS-Lokomotiven

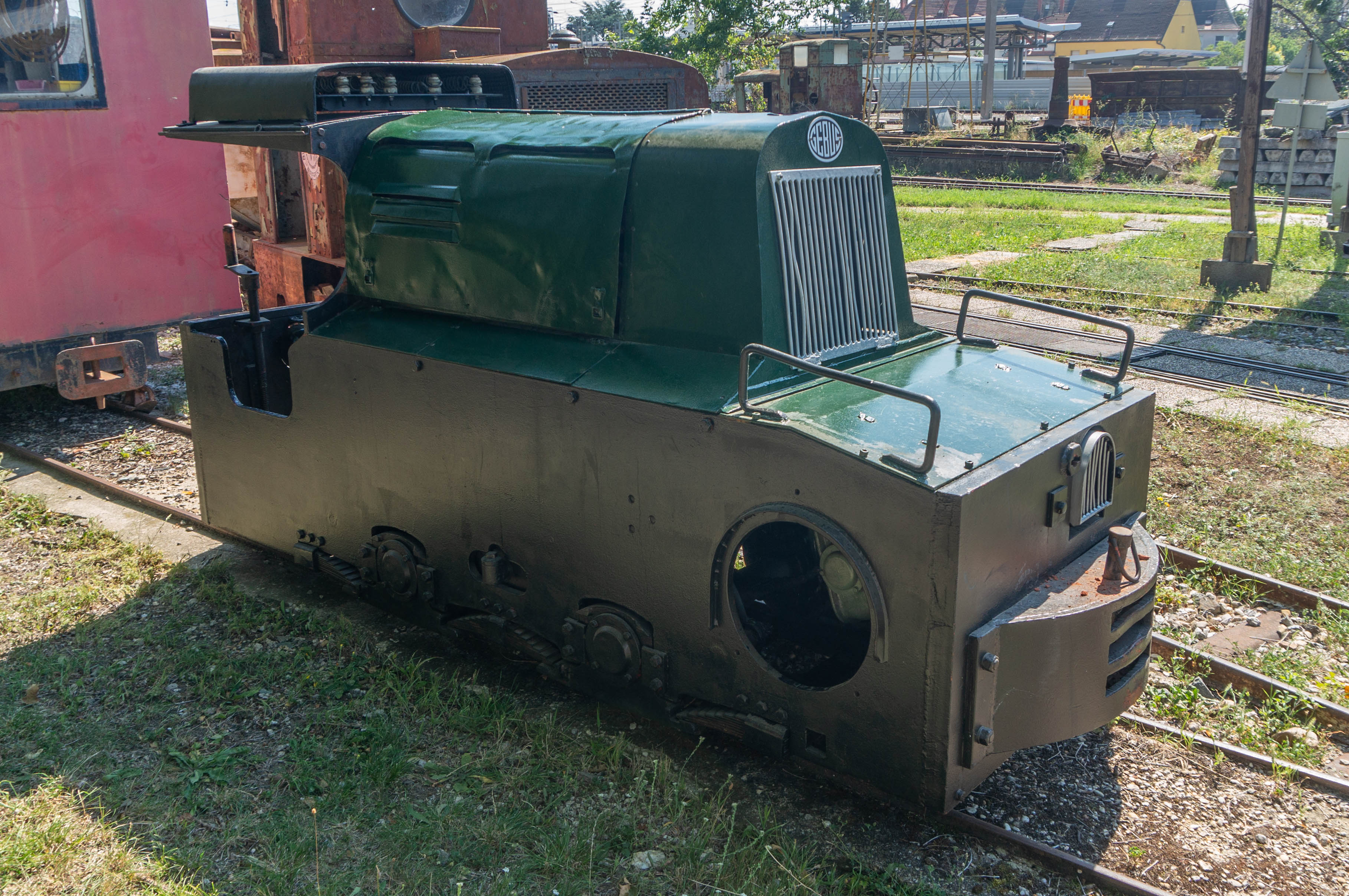
Grubenlok GEBUS DGL 82 (1955)

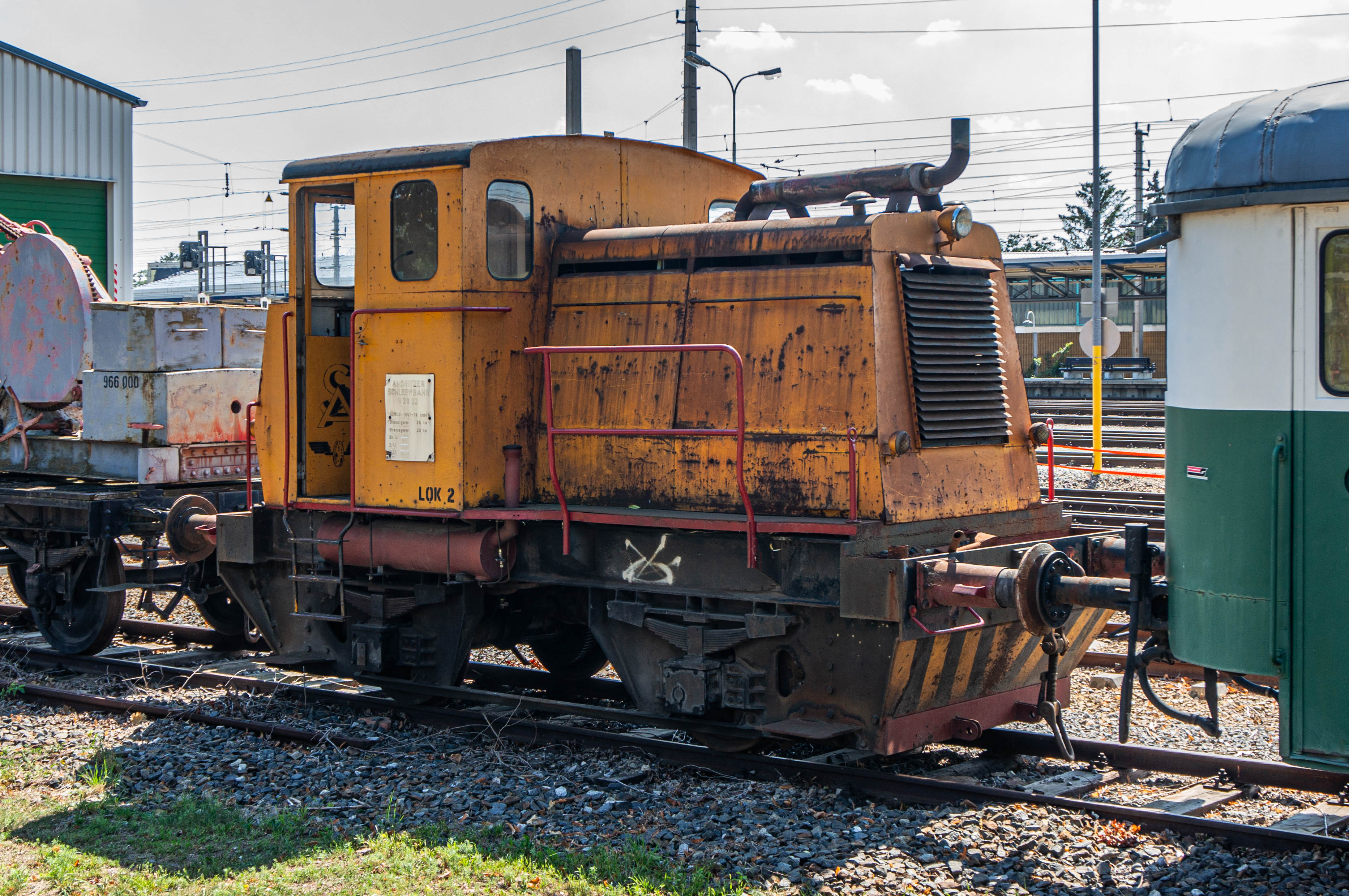
Rangierlok GEBUS DGL 58 (1953) im Eisenbahnmuseum Schwechat

Moriz Gelinek selbst baute die Lokomotive nach seiner Entwicklung im Jahr 1920 für den Einsatz im Torfwerk Lamprechtshausen. In den nächsten Jahren entstanden eine ganze Reihe an kleinen Feldbahn-, Waldbahn- und Rangierlokomotiven eigener Produktion. Die von GEBUS gebauten Lokomotiven waren de facto Einzelstücke und stets von hoher Individualität in Konstruktion und Aussehen geprägt, mitunter erscheinen Aussehen und Technik der frühen Fahrzeuge für heutige Begriffe etwas abenteuerlich. So wurden beim Bau des SKGLB TCa 672 die Drehgestelle des Spenderfahrzeuges übernommen, was den Einbau von kleinen Motoren quer zum Radsatz und ein Schneckengetriebe bedingte. Diese Motorenanordnung findet sich auch bei in den 1950er Jahren gebauten Rangierlokomotiven Typ DGL 58 wieder.
Oftmals wurden altbrauchbare Restbestände, beispielsweise von Heeresfeldbahnen, wiederverwertet. So trägt die im Eisenbahnmuseum Schwechat erhaltene GEBUS-Grubenlok Typ DGL 82 (Baujahr 1955) einen eigentlich für Torpedos der Kriegsmarine produzierten Elektromotor. Im Südbahnmuseum Mürzzuschlag sind Drehgestelle aus Heeresbahn-Beständen zu sehen, auf Basis derer GEBUS eine Lokomotive für die Waldbahn Frohnleiten baute. Auch zahlreiche Umbauten wurden von GEBUS vorgenommen, beispielsweise wurde 1953 eine ursprünglich 1914 als „Kanonenlok“ von Henry Crochat gebaute vierachsige Lokomotive mit einem diesel-elektrischen Antrieb versehen und als Werkslokomotive an die Papierfabrik Nettingsdorf verkauft. Die Zweikraftlok ELFI der Rheinregulierungsbahn ist eine ehemalige Elektrolok der Müllbahn Bruckhaufen. Daneben wurden in der Nachkriegszeit Notstromaggregate von GEBUS hergestellt.
Ein weiteres Merkmal der Lokomotivproduktion bei GEBUS war über lange Jahre das Fehlen eines eigenen Werkes, zu Beginn war das Unternehmen bei der Salzburger Brückenbau-Firma Janisch einquartiert und später in einer Baracke in Salzburg-Gnigl. Ab den 1930er Jahren war das Unternehmen im 8. Wiener Gemeindebezirk ansässig und erzeugte seine Lokomotiven weiterhin in Salzburg sowie in einer Halle am Gelände des Wiener Nordbahnhofes.
Neben diesel-elektrischen Lokomotiven baute GEBUS in den 1950er Jahren auch den mechanisch angetriebenen Breuer Lokomotor in Lizenz. Ebenfalls eine mechanisch angetriebene Lokomotive ist die 1957 von GEBUS gebaute vierachsige D1 der Liliputbahn im Wiener Prater (Fabriknummer 560).

## Galerie

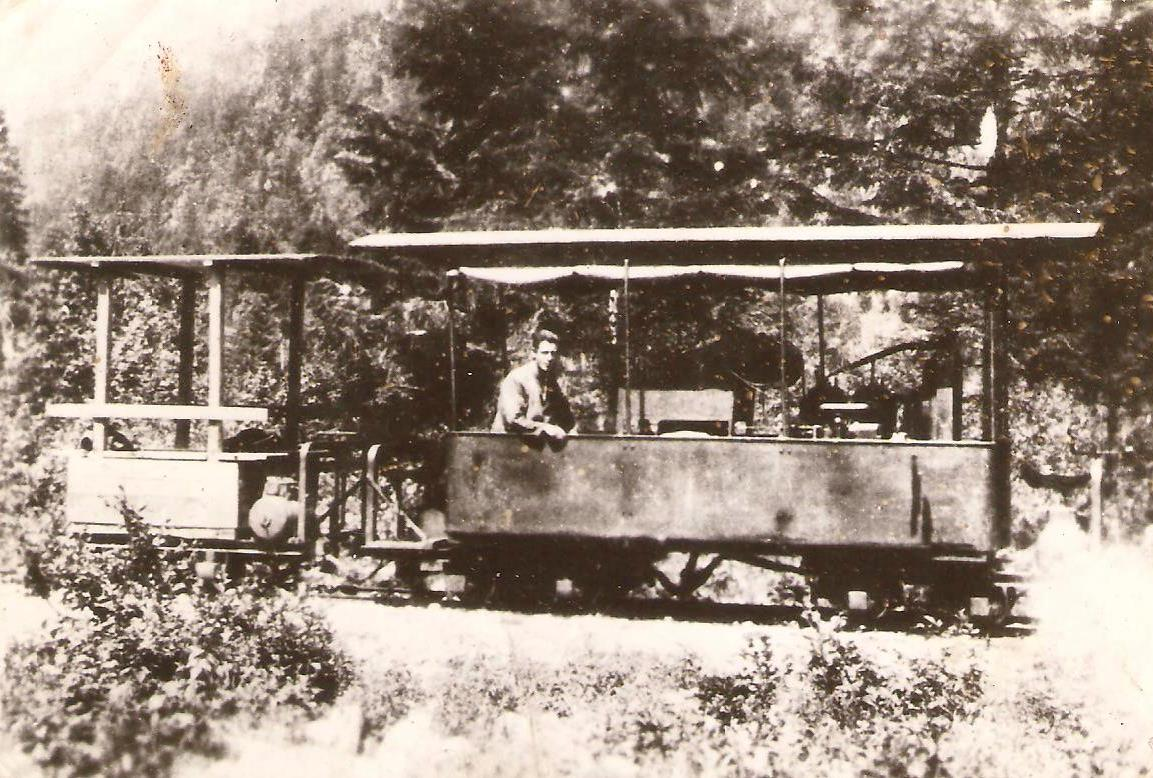
25 PS starke GEBUS-Lok der Waldbahn Hintersee (1925)
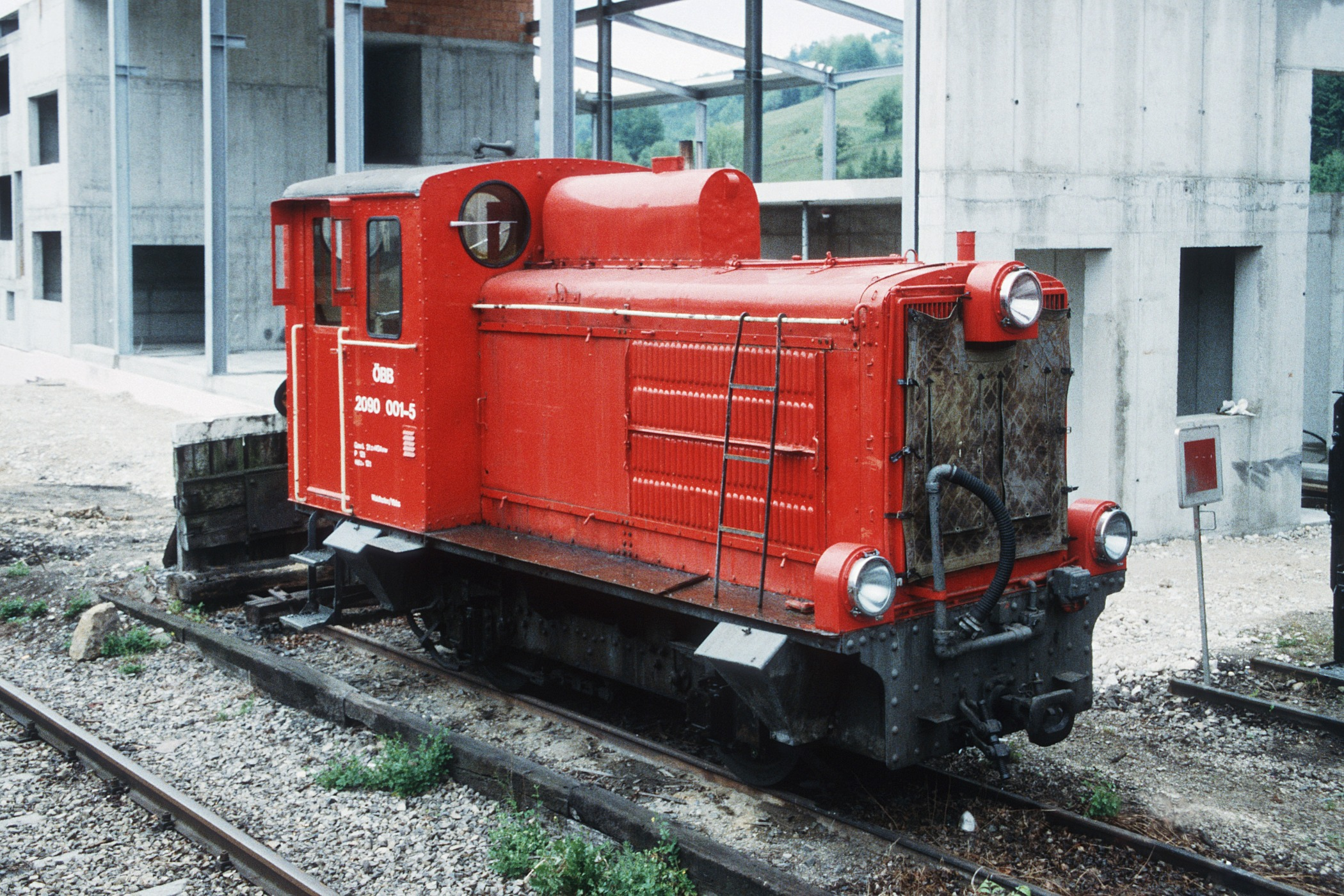
BBÖ 2021/s (StEG 1927)
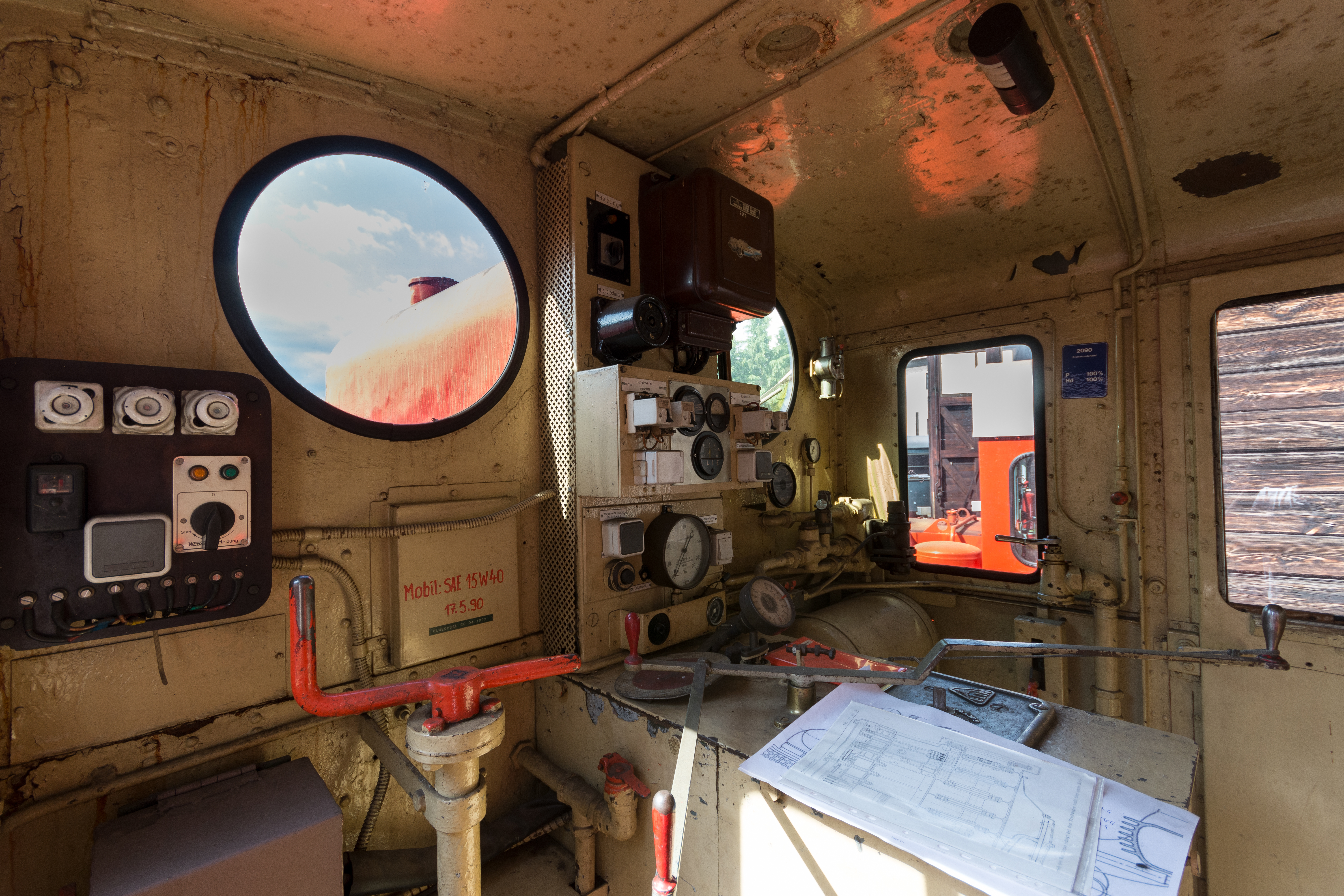
Führerstand BBÖ 2021/s, der lange Hebel steuert Brennstoffpumpe und Geschwindigkeit
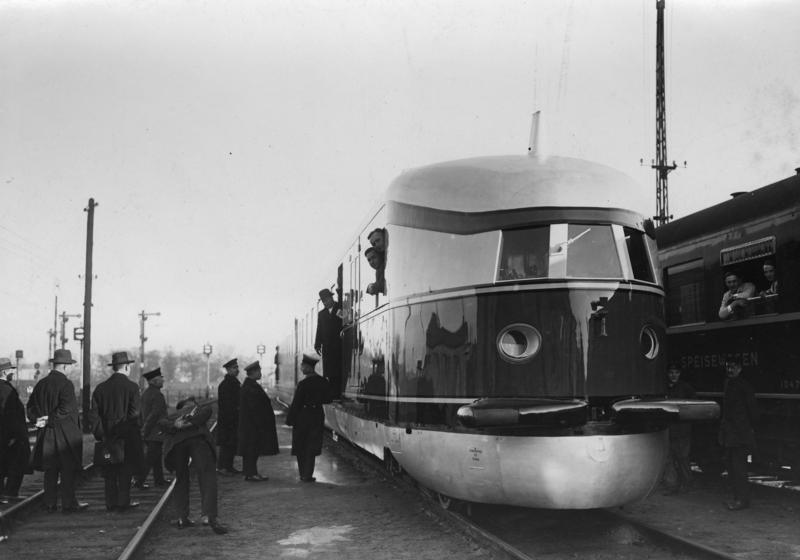
Der „Fliegende Hamburger“ vor seiner Rekordfahrt (WUMAG 1933)
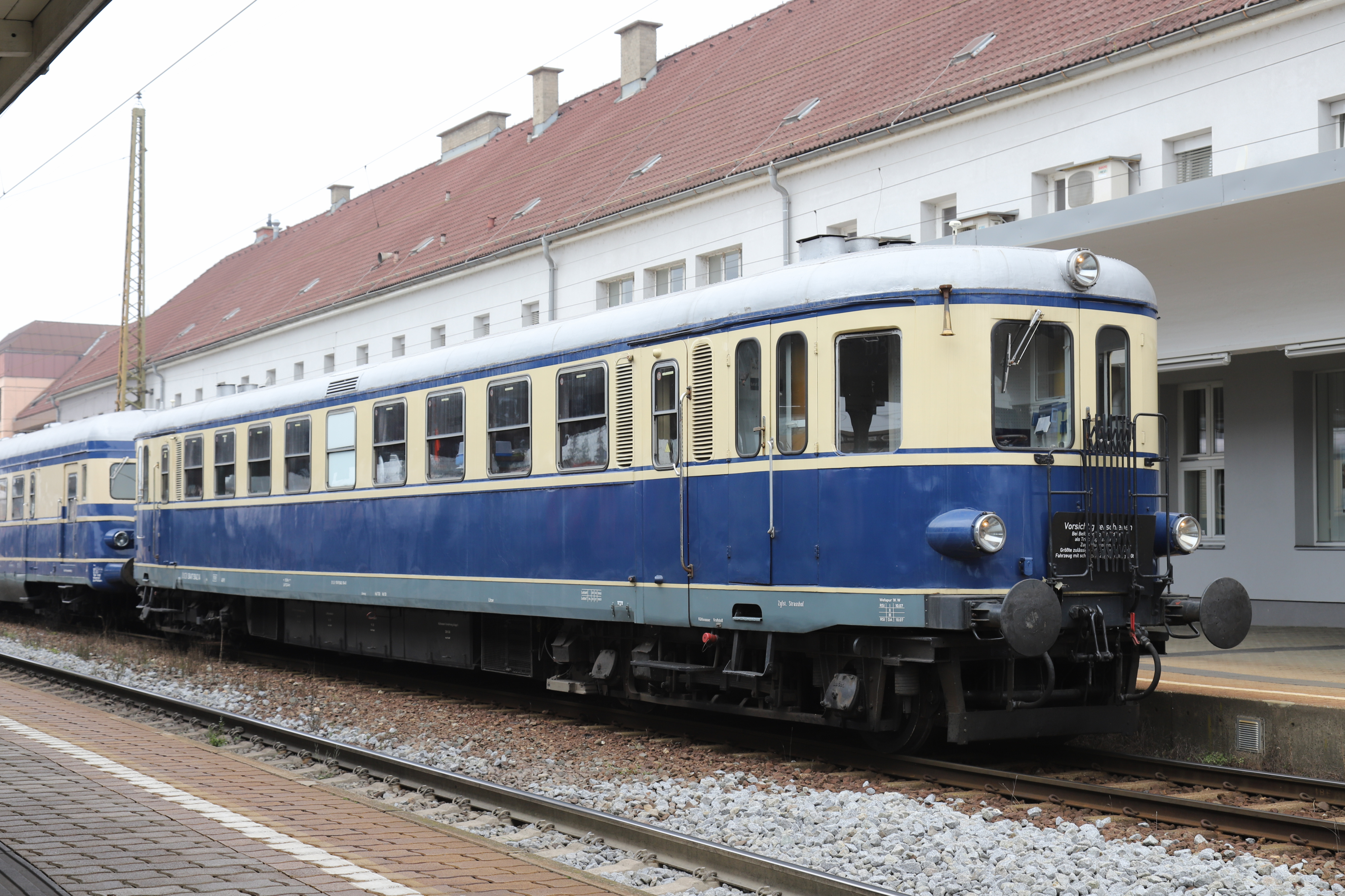
Dieseltriebwagen BBÖ VT 42 (Simmering 1935)
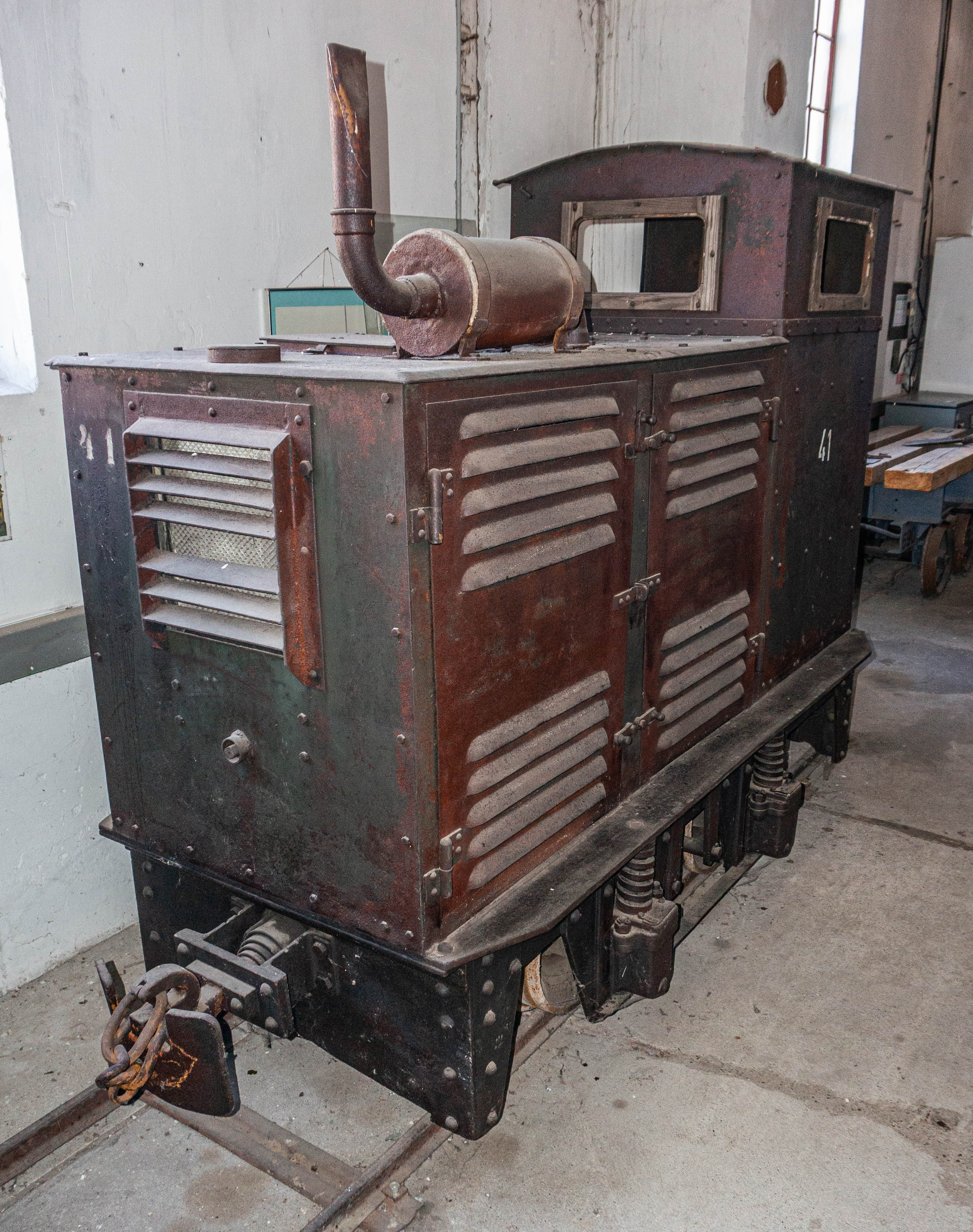
Simmeringer Feldbahn-Motorlok System Gebus (1930er Jahre)
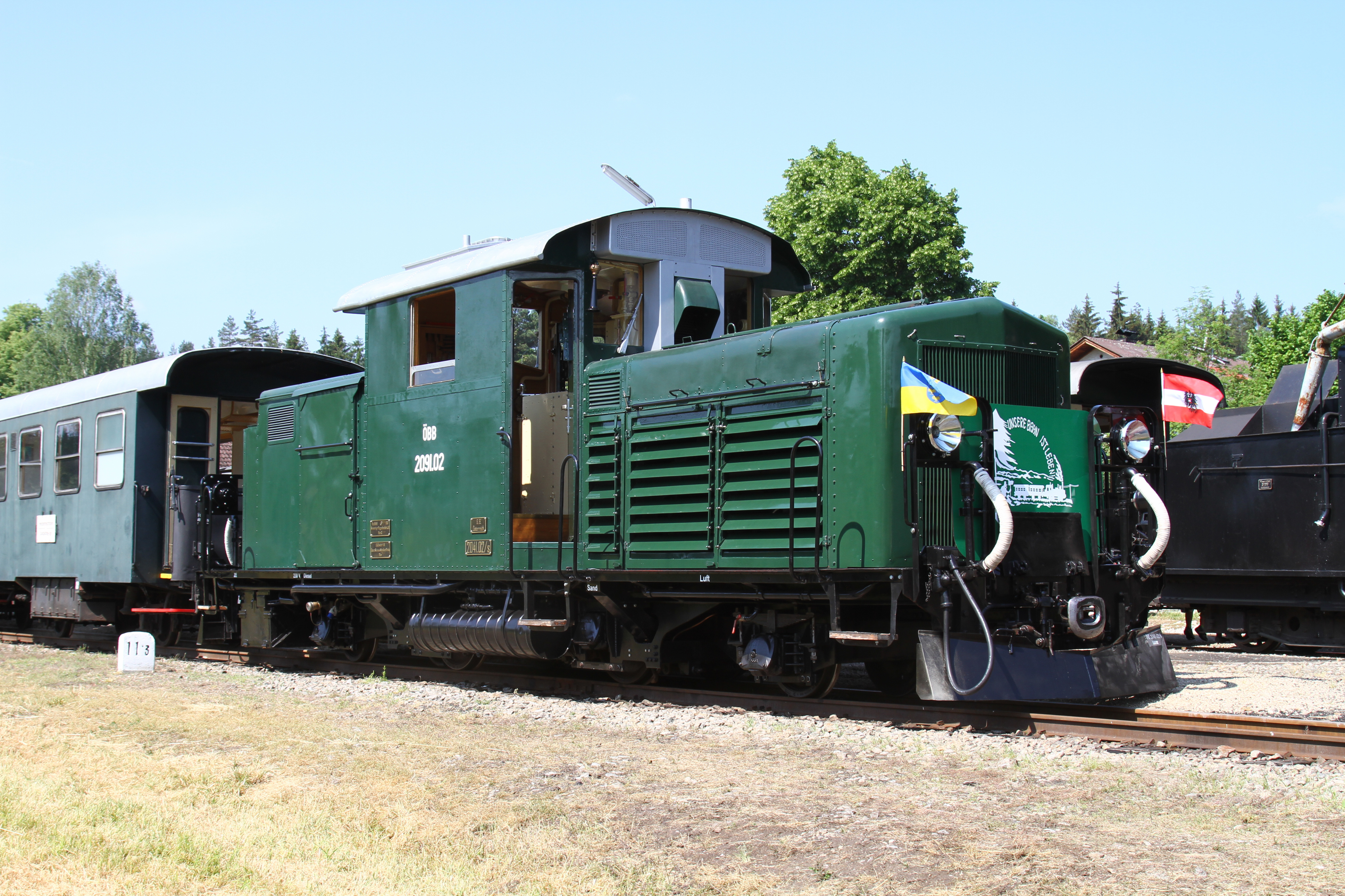
Schmalspur-Diesellok ÖBB 2091(Simmering 1936)
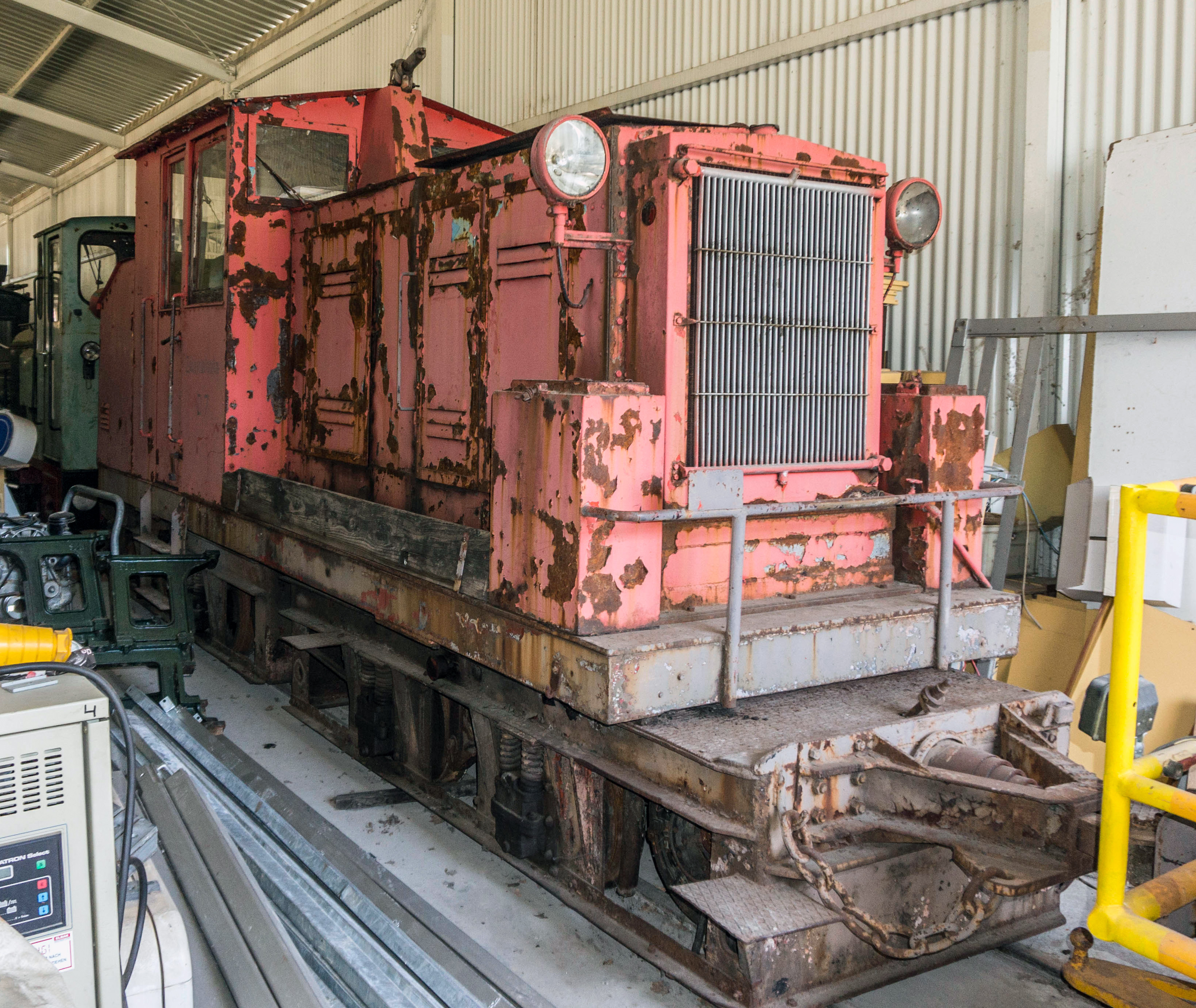
M2 der Lamingtal-Schleppbahn, ex Zillertalbahn D7 (1940)
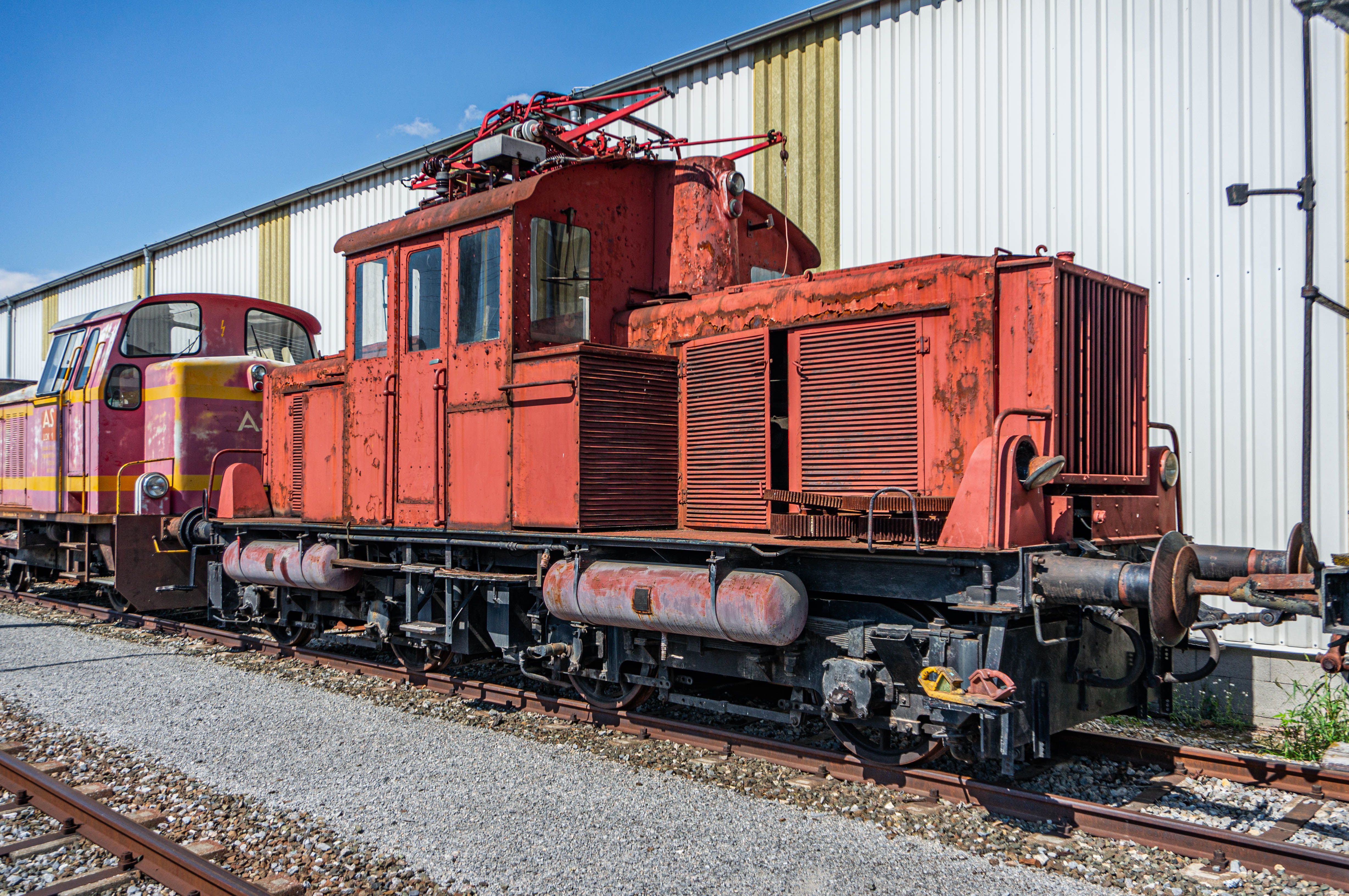
Stern & Hafferl E 10.002 ex Montafonerbahn Gebus 2 (WLF 1941)
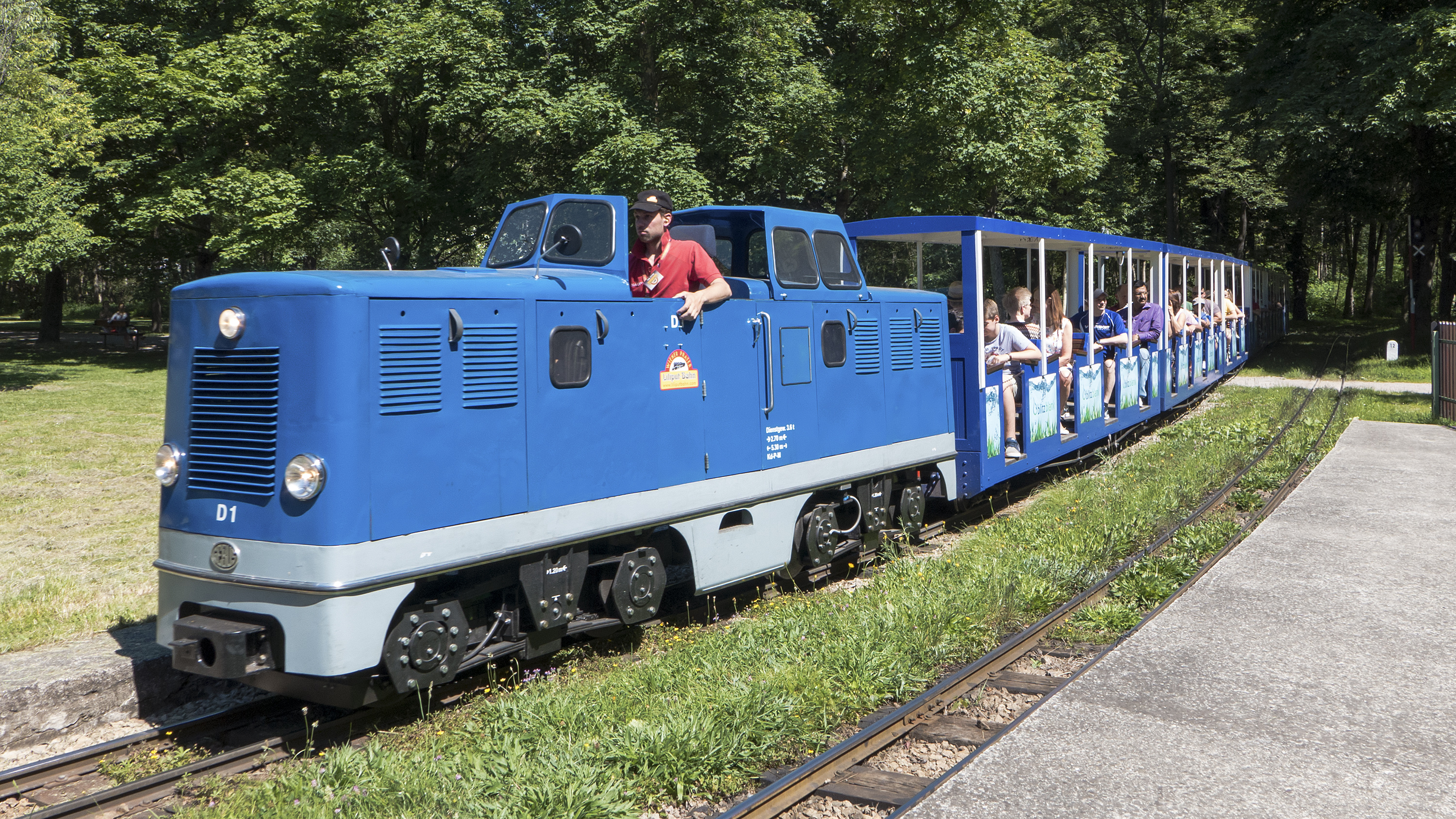
Liliputbahn Prater D1 (1956)
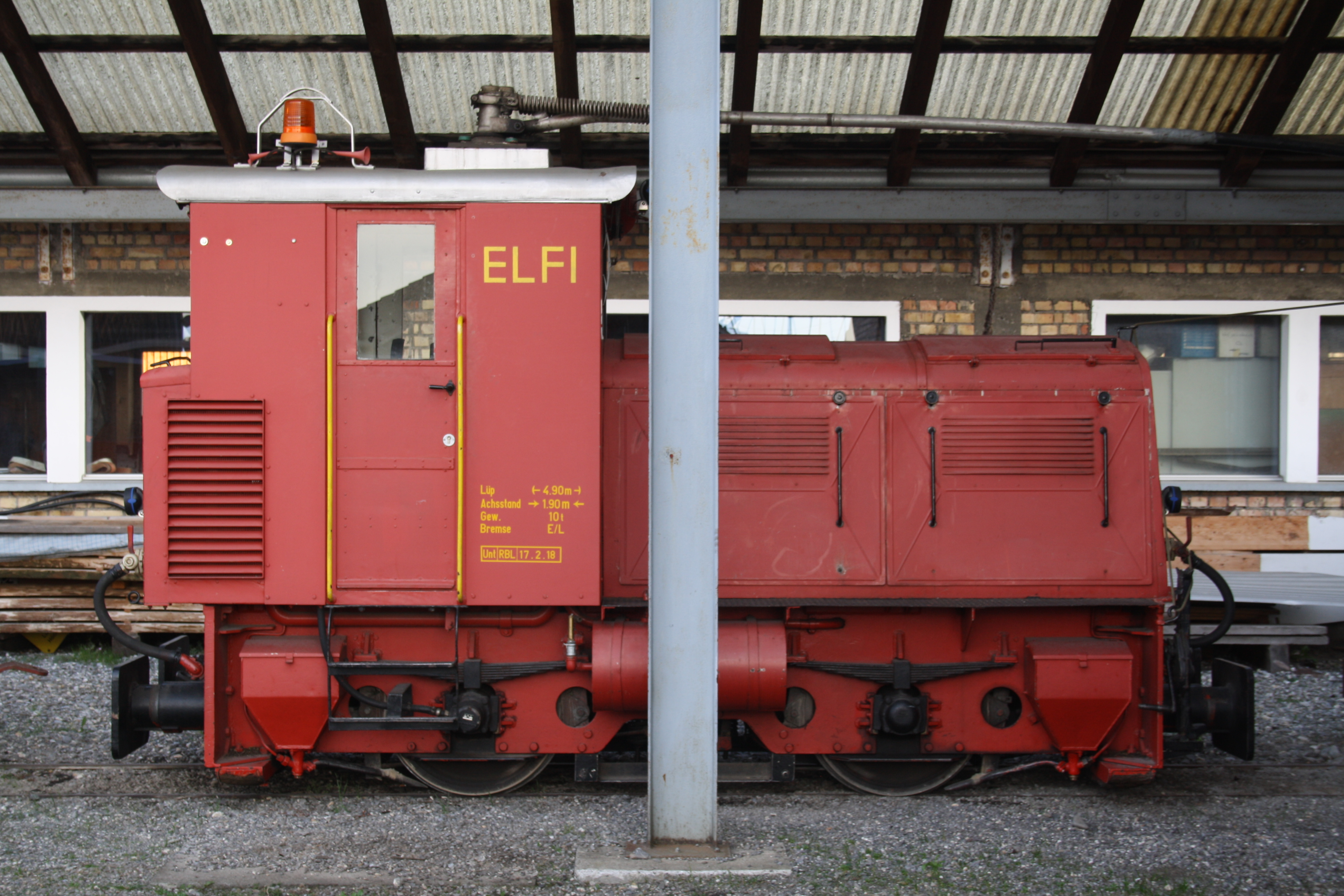
Elektrisch und diesel-elektrisch angetriebene Lok ELFI der Rheinregulierungsbahn (1958)